# عنخ‌اسن‌پپی یکم
عنخ‌اسن‌پپی یکم (به انگلیسی: Ankhesenpepi I) یک ملکه همسر در مصر باستان بود که در دوران حکمرانی دودمان ششم مصر زندگی می‌کرد. وی دختر وزیر زن نِبِت و همسر او خوئی، فرماندار (نومارک) منطقه ابیدوس بود. خواهر او عنخ‌اسن‌پپی یکم و برادرش جاختو وزیر اعظم دربار بود.
هر دو خواهر – عنخ‌اِسِن‌پپی یکم و دوم – به همسری فرعون پپی یکم درآمدند که نام سلطنتی‌اش مِری‌رع بود. احتمالاً این دو خواهر نام «عنخ‌اِسِن‌پپی» را هنگام ازدواج با پپی گرفتند، چراکه معنای آن «زندگی او از آنِ پپی/مری‌رع است» می‌باشد. هر دو ملکه، وارثانی برای پپی به دنیا آوردند: پسر عنخ‌اِسِن‌پپی یکم، مرنرع یکم بود که فقط چند سال سلطنت کرد؛ و پسر عنخ‌اِسِن‌پپی دوم، پپی دوم بود که پس از مرگ مرنرع یکم به تخت نشست.
از عنخ‌اِسِن‌پپی همراه با خواهرش، در کتیبه‌ای از برادرشان جاختو در ابیدوس یاد شده است. همچنین نام او در کتیبه‌ای در هرم خودش (که اکنون در برلین نگهداری می‌شود) و در فرمانی در ابیدوس آمده است.
او دارای عناوینی همچون همسر پادشاه، مادر پادشاه و بزرگ‌عصا بود.